# Piero Angelini (arbitro)
Piero Angelini (Carrara, 12 giugno 1918 – ...) è stato un arbitro di calcio italiano.

## Carriera
Si iscrive all'Associazione Italiana Arbitri dopo il 1945 entrando a far parte della Sezione di Firenze.
Dopo aver diretto i dilettanti toscani, nel 1951 è promosso ai ruoli arbitrali delle Leghe Interregionali per i campionati di Promozione e successivamente, alla riorganizzazione dei campionati nazionali, è a disposizione dell'Organo Tecnico della IV Serie.

Nel 1956 è promosso alla Commissione Arbitri Nazionale (C.A.N.).

L'esordio nel campionato cadetto avviene a Legnano il 1º gennaio 1956 nella partita Legnano-Taranto (0-0).

Arbitra in Serie B per nove stagioni collezionando 78 gettoni di presenza.

Sempre nel 1956 esordisce nella massima serie, dove arbitra a Novara il 27 maggio 1956 la gara Novara-Pro Patria (1-1).

In Serie A dirige per nove stagioni totalizzando 66 partite arbitrate, l'ultima delle quali a San Siro il 26 aprile 1964 in Milan-Sampdoria (0-1)-